# Kościół Najświętszej Maryi Panny Królowej Apostołów w Ełku
Kościół Najświętszej Maryi Panny Królowej Apostołów w Ełku - parafialny kościół rzymskokatolicki na ełckim osiedlu Północ II, wybudowany w roku 1991.

## Powołanie parafii i budowa kościoła
1 lipca 1991 z Parafii Najświętszego Serca Pana Jezusa wydzielone zostały cztery parafie w tym Parafia Najświętszej Maryi Panny Królowej Apostołów, obejmująca zasięgiem założone w latach 70. XX wieku osiedle Północ II. Od niedzieli 7 lipca odprawiano nabożeństwa przy ołtarzu polowym. 30 września 1991 Urząd Miasta wydał zgodę na budowę kaplicy. W ciągu kilku miesięcy zbudowano kościół, który 26 grudnia 1991 został wyświęcony przez biskupa Józefa Wysockiego. W ciągu kolejnych dwudziestu lat dobudowano lewe skrzydło, w którym mieszczą się pomieszczenia, wykorzystywane przez parafian. W 2012 roku dobudowano prawe skrzydło zawierające mieszkania księży, zakrystię, magazyn sprzętu i archiwum parafialne, w miejscu niewielkiego mieszkania z 1992 roku, które mimo iż miało być rozwiązaniem tymczasowym, przetrwało 20 lat.

## Położenie
Kościół mieści się przy ulicy Grodzieńskiej 6 na wysuniętym najbardziej na północ osiedlu Ełku - Północ II. Przy świątyni znajduje się niewielki akwen potocznie nazywany Bajorkiem, wokół którego odbywają się osiedlowe procesje.